# (16215) Venkatraman
(16215) Venkatraman (2000 CB104) – planetoida z pasa głównego asteroid okrążająca Słońce w ciągu 3,29 lat w średniej odległości 2,21 j.a. Odkryta 11 lutego 2000 roku.